# AT-S
AT-S ist der Name eines in der Sowjetunion entwickelten geländegängigen, ungepanzerten, nicht schwimmfähigen Gleiskettenfahrzeuges. Dabei steht AT-S für артиллерийский тягач — средний (Artilleriezugmittel – mittel).

## Entwicklung
Am Ende der 1940er Jahre bestand in der Sowjetarmee, aber auch in der sowjetischen Volkswirtschaft, Bedarf an einem leistungsfähigen, geländegängigen Zugfahrzeug. Im militärischen Bereich wurde dieser hauptsächlich durch die Vergrößerung der Kaliber der Artillerie hervorgerufen, der zu immer schwereren Geschützen führte. Im zivilen Bereich entwickelte sich der Bedarf aufgrund der wirtschaftlichen Erschließung dünn besiedelter und weitgehend unwegsamer Gebiete im Osten der UdSSR. Der AT-S sollte mit einer Anhängelast von 16.000 kg und einer Nutzlast von 3000 kg die Lücke zwischen dem schweren AT-T und der leichteren AT-L schließen.
Auch beim AT-S griff man weitgehend auf vorhandene Baugruppen aus der Panzer- und Lkw-Fertigung zurück. Dies verringerte die Entwicklungszeit und vereinfachte die Fertigung. Das Fahrwerk besaß auf jeder Seite vier an Schwingarmen aufgehängten Rollenwagen, das erste und vierte waren mit senkrecht stehenden Schraubenfedern abgefedert. Das Antriebsrad befand sich hinten, das Leitrad, das auch zum Spannen der Kette genutzt wurde, vorn. Die Kette wird auf jeder Seite mit vier Stützrollen gespannt. Der Motor befand sich im Bug des Fahrzeuges, Wechselgetriebe und Lenkgetriebe im Heck. Verwendet wurde der aus dem sowjetischen Panzerbau bekannte Zwölfzylinder-Dieselmotor W-2 in einer auf 250 PS gedrosselten Version.
Die Kabine für die Besatzung befindet sich ebenfalls im vorderen Teil des Fahrzeuges. Sie bietet Platz für sieben Soldaten. Die hinter dem Fahrerhaus angeordnete Pritsche mit einer Tragfähigkeit von 3000 kg bietet Platz für Ausrüstung, Munition und gegebenenfalls weitere Soldaten.
Mit den Gleisketten wird ein maximaler Bodendruck von 0,56 kg/cm² erreicht. Die Steigfähigkeit beträgt im beladenen Zustand ohne Anhänger maximal 55 %, die Bodenfreiheit 400 mm. Das Fahrzeug kann ohne Vorbereitung bis zu 1,0 m tiefe Gewässer durchfahren.

## Einsatz

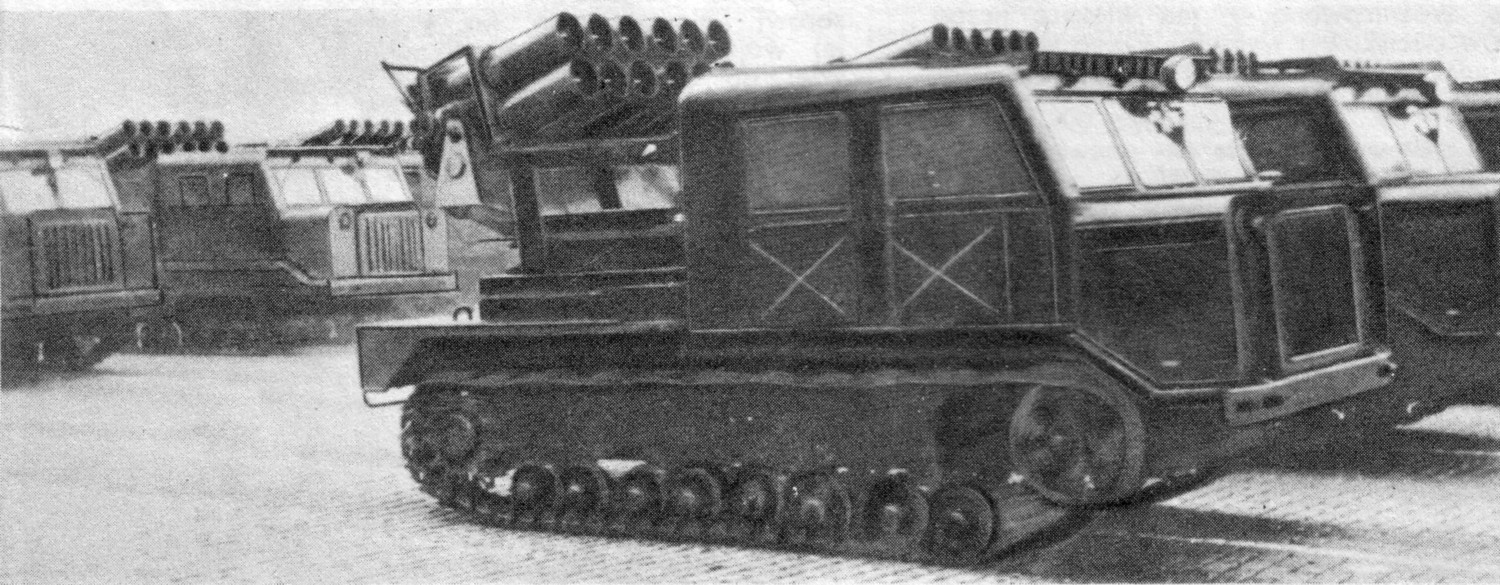
BM-24T

Das Fahrzeug wurde vorrangig als Artilleriezugmaschine für Haubitzen der Kaliber 152 mm sowie für die schwere 100-mm-Flugabwehrkanone KS-19 genutzt. Der AT-S diente auch als Träger für das Mehrfachraketenwerfer-System BM-24. Diese Version wurde als BM-24T bezeichnet. In der Sowjetarmee wurde der AT-S bereits ab 1959 durch den ATS-59G ersetzt, dessen Fahrwerk auf dem des Panzers T-54 beruht. In Polen wurde auf Basis des AT-S der Kettenschlepper Mazur D-350 entwickelt.
Das Fahrzeug wurde an praktisch alle Staaten geliefert, die auch die entsprechenden sowjetischen Waffensysteme einsetzten. Ägyptische und syrische Truppen setzten die AT-L auch in den militärischen Auseinandersetzungen mit Israel ein. Auch die Nationale Volksarmee nutzte den AT-S. Hier wurde er als Zugmittel für die Flak KS-19 und die 152-mm-Kanonenhaubitzen ML-20 verwendet. Daneben kam der Kettenschlepper auch als Zugmaschine für die Geschützrichtstation GRS-4 und die Geschützrichtstation GRS-9 und mit vorgebautem Planierschild bei den Pioniertruppen der NVA zum Einsatz. Nachdem die KS-19 zu Beginn der 1970er Jahre ausgesondert und verschrottet wurden, die ML-20 war bereits ab Mitte der 1960er Jahre durch die 130-mm-Kanone M-46 ersetzt worden, verblieb der AT-S noch kurze Zeit als Zugmittel für Geschützrichtstationen in der Truppe. Wegen der schwierigen Ersatzteillage und der hohen Betriebskosten wurde er jedoch auch dort ab Mitte der 1970er Jahre ausgesondert und durch den Tatra 813 ersetzt.